# Małoszewo (województwo mazowieckie)
Małoszewo – wieś w Polsce położona w województwie mazowieckim, w powiecie płockim, w gminie Bodzanów.
W skład sołectwa Małoszewo i Małoszywka wchodzi także wieś Małoszywka.
Prywatna wieś szlachecka, położona była w drugiej połowie XVI wieku w powiecie płockim województwa płockiego. W latach 1975–1998 miejscowość administracyjnie należała do województwa płockiego.